# Піґґс Пік (аеродром)
Аеродро́м «Піґґс Пік» (англ. Airport Piggs Peak Ngonini) — аеродром Свазіленду, розташований поряд з містечком Нгоніні.